# Pak Vonszun
Pak Vonszun (hangul: 박원순, handzsa: 朴元淳, RR: Bak Won-sun; 1956. március 26. – 2020. július 9.) dél-koreai ügyvéd, politikus, Szöul polgármestere volt 2011 és 2020 között.

## Élete és pályafutása
1974-ben végzett a Kjonggi (Gyeonggi) Középiskolában, majd a Szöuli Nemzeti Egyetemen kezdte meg tanulmányait, de innen kicsapták, miután letartóztatták Pak Csonghi (Park Jeong-hui) diktátor elleni tüntetésen való részvételért. Később alapfokú diplomát szerzett a Tanguk (Danguk) Egyetemen, majd 1991-ben elvégezte a London School of Economics nemzetközi jog szakát.
1982-ben és 1983-ban a tegu (daegu)i körzet ügyésze volt, amit követően Szöulban magánirodát alapított és emberi jogokra szakosodva politikai aktivistákat védett az 1980-as és 1990-es években.
2005-ben az Igazságtételi és Megbékélési Bizottság tagja lett, mely az 1910 és 1993 közötti időszakban történt emberi jogokat sértő eseményeket vizsgálta.
Ügyvédként számos jelentős ügyet nyert meg, köztük Dél-Korea első szexuális zaklatásos ítéletét. A vigasznők mellett is kiállt.
2011-ben lett Szöul polgármestere, 2020-ig harmadik terminusát töltötte be.
2020. július 9-én lánya bejelentette eltűnését a rendőrségen. Holttestét 10-re virradó éjjel Szöul északi részén egy hegyen találták meg. Pak (Park)ot nem sokkal eltűnése előtt szexuális zaklatással vádolta meg egyik titkárnője. Eltűnése előtt búcsúlevelet hagyott maga után, ami öngyilkosságra utal.